# Pir Mahal
Pir Mahal (en ourdou : پیر محل) est une ville pakistanaise située dans le district de Toba Tek Singh, dans la province du Pendjab.
Elle est la capitale du tehsil du même nom depuis la création de ce dernier en 2013, une demande qui avait été faite afin de mieux représenter la population locale, qui avait bénéficié du statut de « sous-tehsil » lors de la domination britannique,.
La ville est notamment desservie par la ligne de chemin de fer Shorkot-Sheikhupura.
La population de la ville a été multipliée par près de trois entre 1972 et 2017 selon les recensements officiels, passant de 16 247 habitants à 44 219. Entre 1998 et 2017, la croissance annuelle moyenne s'affiche à 2,0 %, un peu inférieure à la moyenne nationale de 2,4 %. Selon le recensement de 2023, la population de la ville monte à 47 376 habitants.
|            | 1972 (rec.) | 1981 (rec.) | 1998 (rec.) | 2017 (rec.) | 2023 (rec.) |
| ---------- | ----------- | ----------- | ----------- | ----------- | ----------- |
| Population | 16 247      | 18 684      | 30 257      | 44 219      | 47 376      |